# Scopeloides
Scopeloides è un genere di pesci ossei estinto, appartenente agli stomiiformi. Visse tra l'Eocene inferioree l'Oligocene medio (circa 50 - 30 milioni di anni fa) e i suoi resti fossili sono stati ritrovati in Europa e in Asia occidentale.

## Descrizione
Questo piccolo pesce solitamente non superava i 10 centimetri di lunghezza, e possedeva un corpo slanciato e allungato. Le fauci erano ampie. La pinna dorsale era appuntita, posta appena dietro la metà del corpo. Le pinne pettorali erano strette e allungate. Le pinne pelviche erano piccole e poste a circa metà del corpo, mentre la pinna anale era molto grande, appuntita e dotata di un'estensione posteriore a forma di nastro. La pinna caudale era profondamente biforcuta. Scopeloides era dotato di organi luminosi (fotofori) posti lungo i fianchi del corpo.
Scopeloides era caratterizzato da una combinazione distintiva di tratti morfologici. Le ossa frontali erano scolpite con strie longitudinali, mentre la premascella risultava accorciata, rappresentando circa un quarto o un quinto della lunghezza della mascella. I denti mascellari erano di due tipi: da 6 a 12 denti conici lunghi e appuntiti, separati da numerosi denti più piccoli e aghiformi. Erano presenti due supramascelle, e piccoli denti occupavano anche l’ectopterigoide e l’endopterigoide. La iomandibola era inclinata in avanti, dotata di un processo opercolare molto corto. Il numero di vertebre variava tra 35 e 43, con 19–22 caudali; i centri vertebrali avevano forma quasi quadrangolare o rettangolare ed erano più lunghi che alti. Gli epineurali nella regione caudale si inserivano dalla metà alla base delle spine neurali, mentre gli epipleurali delle vertebre caudali si inserivano a circa un terzo della lunghezza delle spine emali. La seconda vertebra urale era presente o ridotta. Il corpo vertebrale includeva sei ipurali autogeni e due uroneurali. La pinna dorsale contava 14–15 raggi, mentre l’origine della pinna anale era leggermente posteriore rispetto a quella dorsale, con un numero di raggi compreso tra 24 e 30. I raggi anteriori della pinna anale erano più allungati dei successivi, formando un lobo. La pinna pettorale aveva tra 9 e 15 raggi e si estendeva posteriormente fino all’inserzione della pinna pelvica, che a sua volta contava tra 7 e 9 raggi e si estendeva posteriormente fino all’inserzione della pinna anale.

## Classificazione
Scopeloides era un rappresentante degli stomiiformi, un ordine di pesci teleostei comprendenti numerose forme abissali. In particolare, Scopeloides è stato ascritto alla famiglia Gonostomatidae, comprendente numerose forme attuali. 
Il genere Scopeloides venne istituito da Wettstein nel 1887; a questo genere sono ascritte varie specie, tra cui la ben nota Scopeloides glarisianus della Svizzera e della Repubblica Ceca (precedentemente descritta da Louis Agassiz come Osmerus glarisianus), S. violator e S. bellator dell'Italia (Eocene inferiore della provincia di Trento) e S. paucai della Romania. Altri fossili attribuiti a questo genere sono stati ritrovati in Asia occidentale.

## Paleoecologia
Scopeloides probabilmente era un pesce abissale, che viveva in zone dalla luminosità pressoché inesistente e si cibava di piccoli animali.